# Rhaphidorrhynchium subsimplex
Rhaphidorrhynchium subsimplex là một loài Rêu trong họ Sematophyllaceae. Loài này được (Hedw.) Broth. miêu tả khoa học đầu tiên năm 1925.